# After Dark (romanzo Haruki Murakami)
After Dark (アフターダーク?, Afutā Dāku) è un romanzo dello scrittore giapponese Haruki Murakami. Nella sua edizione originale fu pubblicato nel 2004. L'edizione italiana, nella traduzione di Antonietta Pastore, fu pubblicata nel 2008.

## Trama
La vicenda si svolge durante una sola notte.
Il tema principale del romanzo è l'alienazione, motivo ricorrente nelle opere di Murakami. Il romanzo è ambientato a Tokyo durante una notte. I personaggi principali sono Mari, una studentessa di 19 anni, che passa la notte leggendo in un bar. Qui incontra Takahashi, uno studente che suona il trombone e che ama il pezzo musicale di Curtis Fuller "Five Spot After Dark" contenuto nell'album Blues-Ette; Takahashi conosce Mari, sorella della sua ex compagna di scuola Eri la quale è immersa in un sonno profondo. Mari s'imbatte in una ex lottatrice che lavora come manager in un albergo a ore, in una prostituta cinese che è stata brutalmente malmenata e in un esperto informatico sadico. La trama del romanzo oscilla fra la realtà e il sogno.

## Accoglienza
Il libro ha ottenuto un consenso di critica e pubblico pari al 64%. Tra i pareri più lusinghieri sono degni di nota quelli di The New York Times e di The Guardian; meno favorevole la recensione di Stefan Mesch: Die Nacht der leblosen Tröten, che riconosce all'autore giapponese la capacità di scrivere una storia ai limiti del normale in grado di piacere a tutti, ma avanza riserve sulla riuscita degli effetti destabilizzanti.

## Edizioni in italiano
- Haruki Murakami, After dark, traduzione dal giapponese di Antonietta Pastore, Torino: Einaudi, 2008
- Haruki Murakami, After dark, legge: Carla Oliva, Feltre: Centro Internazionale del Libro Parlato, 2018